# Christian Gottfried Friederici
Pour les articles homonymes, voir Friederici.

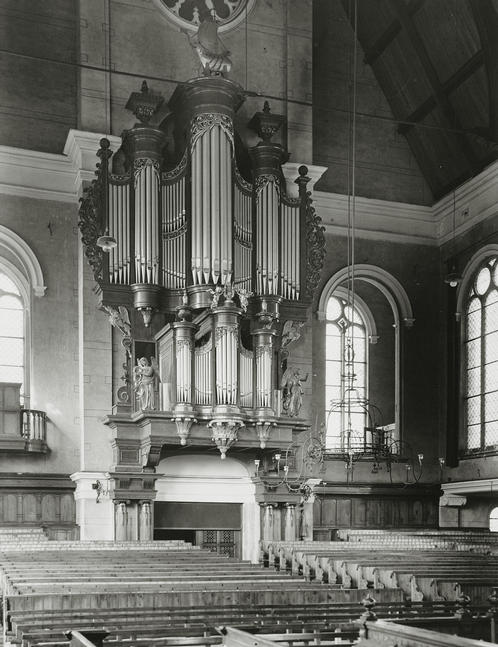
Buffet d'orgue d'église.

Christian Gottfried Friederici (1714-1777) est un facteur d'instruments de musique allemand.

## Biographie
Né le 21 mars 1714 à Meerane et mort le 6 mars 1777 à Gera en Thuringe, il était le frère cadet de Christian Ernst Friederici. Son fils, Christian Gottlob Friederici (1750-1805), leur succéda comme facteur de pianos.
Dans l'association qu'il forma avec son frère, tandis que son aîné rayonnait par l'excellence de ses talents de constructeur de clavicordes, lui-même privilégia davantage la facture d'orgues. On lui doit une cinquantaine d'orgues installés en Allemagne et en Hollande, dont le seul exemplaire encore complet aujourd'hui se trouve à Gröbern près de Leipzig.
Bien que moins réputé dans cet art que son frère, il fut lui aussi un excellent facteur de claviers. Un clavicorde non lié de sa fabrication, daté de 1773, est conservé au musée de la musique à Paris.